# Seznam moštev Svetovnega prvenstva v nogometu 1982
Stran zajema nogometna moštva, ki so nastopila na Svetovnem prvenstvu v nogometu leta 1982.

## Skupina A

### Kamerun
Selektor: Jean Vincent
| Št. | Položaj | Igralec              | Datum rojstva (starost) | Nastopi | Klub                 |
| --- | ------- | -------------------- | ----------------------- | ------- | -------------------- |
| 1   | GK      | Thomas N'Kono        |                         |         | Canon Yaounde        |
| 2   | DF      | Michel Kaham         |                         |         | Stade Quimperois     |
| 3   | DF      | Edmond Enoka         |                         |         | Dragon Douala        |
| 4   | DF      | René Ndjeya          |                         |         | Union Douala         |
| 5   | DF      | Elie Onana           |                         |         | Federal Foumban      |
| 6   | MF      | Emmanuel Kunde       |                         |         | Canon Yaounde        |
| 7   | MF      | Ephrem Mbom          |                         |         | Canon Yaounde        |
| 8   | MF      | Grégoire Mbida       |                         |         | Canon Yaounde        |
| 9   | FW      | Roger Milla          |                         |         | Bastia               |
| 10  | FW      | Jean-Pierre Tokoto   |                         |         | Jacksonville Tea Men |
| 11  | MF      | Charles Toube        |                         |         | Tonnerre Yaounde     |
| 12  | GK      | Joseph-Antoine Bell  |                         |         | Africa Sports        |
| 13  | FW      | Paul Bahoken         |                         |         | Cannes               |
| 14  | MF      | Théophile Abega      |                         |         | Canon Yaounde        |
| 15  | DF      | François Ndoumbe Lea |                         |         | Union Douala         |
| 16  | DF      | Ibrahim Aoudou       |                         |         | Cannes               |
| 17  | MF      | Joseph Kamga         |                         |         | Union Douala         |
| 18  | FW      | Jacques Nguea        |                         |         | Canon Yaounde        |
| 19  | MF      | Joseph Enanga        |                         |         | Union Douala         |
| 20  | FW      | Alain Eyobo          |                         |         | Dynamo Douala        |
| 21  | FW      | Ernest Ebongue       |                         |         | Tonnerre Yaounde     |
| 22  | GK      | Simon Tschobang      |                         |         | Dynamo Douala        |

### Italija
Selektor: Enzo Bearzot
| Št. | Položaj | Igralec              | Datum rojstva (starost) | Nastopi | Klub        |
| --- | ------- | -------------------- | ----------------------- | ------- | ----------- |
| 1   | GK      | Dino Zoff            | 28. februar 1942        |         | Juventus    |
| 2   | DF      | Franco Baresi        | 8. maj 1960             |         | AC Milan    |
| 3   | DF      | Giuseppe Bergomi     | 22. december 1963       |         | Inter Milan |
| 4   | DF      | Antonio Cabrini      | 8. oktober 1957         |         | Juventus    |
| 5   | DF      | Fulvio Collovati     | 9. maj 1957             |         | AC Milan    |
| 6   | DF      | Claudio Gentile      | 27. september 1953      |         | Juventus    |
| 7   | DF      | Gaetano Scirea       | 25. maj 1953            |         | Juventus    |
| 8   | DF      | Pietro Vierchowod    | 6. april 1959           |         | Fiorentina  |
| 9   | MF      | Giancarlo Antognoni  | 1. april 1954           |         | Fiorentina  |
| 10  | MF      | Giuseppe Dossena     | 2. maj 1958             |         | Torino      |
| 11  | MF      | Giampiero Marini     | 25. februar 1951        |         | Inter Milan |
| 12  | GK      | Ivano Bordon         | 13. april 1951          |         | Inter Milan |
| 13  | MF      | Gabriele Oriali      | 25. november 1952       |         | Inter Milan |
| 14  | MF      | Marco Tardelli       | 24. september 1954      |         | Juventus    |
| 15  | MF      | Franco Causio        | 1. februar 1949         |         | Udinese     |
| 16  | MF      | Bruno Conti          | 13. marec 1955          |         | Roma        |
| 17  | FW      | Daniele Massaro      | 23. maj 1961            |         | Fiorentina  |
| 18  | FW      | Alessandro Altobelli | 28. november 1955       |         | Inter Milan |
| 19  | FW      | Francesco Graziani   | 12. december 1952       |         | Fiorentina  |
| 20  | FW      | Paolo Rossi          | 23. september 1956      |         | Juventus    |
| 21  | FW      | Franco Selvaggi      | 15. maj 1953            |         | Cagliari    |
| 22  | GK      | Giovanni Galli       | 29. april 1958          |         | Fiorentina  |

### Peru
Selektor: Tim
| Št. | Položaj | Igralec             | Datum rojstva (starost) | Nastopi | Klub                     |
| --- | ------- | ------------------- | ----------------------- | ------- | ------------------------ |
| 1   | GK      | Eusebio Acasuzo     |                         |         | Universitario            |
| 2   | DF      | Jaime Duarte        |                         |         | Alianza Lima             |
| 3   | DF      | Salvador Salguero   |                         |         | Alianza Lima             |
| 4   | DF      | Hugo Gastulo        |                         |         | Universitario            |
| 5   | MF      | German Leguia       |                         |         | Universitario            |
| 6   | MF      | Jose Velasquez      |                         |         | Independiente Santa Fe   |
| 7   | FW      | Gerónimo Barbadillo |                         |         | Nuevo Leon               |
| 8   | MF      | Cesar Cueto         |                         |         | Atlético Nacional        |
| 9   | MF      | Julio Cesar Uribe   |                         |         | Sporting Cristal         |
| 10  | FW      | Teofilo Cubillas    |                         |         | Fort Lauderdale Strikers |
| 11  | MF      | Juan Carlos Oblitas |                         |         | Serésien                 |
| 12  | GK      | Jose Gonzalez       |                         |         | Alianza Lima             |
| 13  | MF      | Oscar Arizaga       |                         |         | Atletico Chalaco         |
| 14  | MF      | Miguel Gutierrez    |                         |         | Sporting Cristal         |
| 15  | DF      | Toribio Diaz        |                         |         | Sporting Cristal         |
| 16  | DF      | Jorge Olaechea      |                         |         | Alianza Lima             |
| 17  | DF      | Franco Navarro      |                         |         | Deportivo Municipal      |
| 18  | MF      | Eduardo Malasquez   |                         |         | Deportivo Municipal      |
| 19  | FW      | Guillermo La Rosa   |                         |         | Atlético Nacional        |
| 20  | DF      | Percy Rojas         |                         |         | Seraing                  |
| 21  | GK      | Ramon Quiroga       |                         |         | Sporting Cristal         |
| 22  | MF      | Luis Reyna          |                         |         | Sporting Cristal         |

### Poljska
Selektor: Antoni Piechniczek
| Št. | Položaj | Igralec              | Datum rojstva (starost) | Nastopi | Klub            |
| --- | ------- | -------------------- | ----------------------- | ------- | --------------- |
| 1   | GK      | Józef Młynarczyk     | 20. september 1953      |         | Widzew Łódź     |
| 2   | DF      | Marek Dziuba         | 19. december 1955       |         | ŁKS Łódź        |
| 3   | MF      | Janusz Kupcewicz     | 9. december 1955        |         | MKS Arka Gdynia |
| 4   | DF      | Tadeusz Dolny        | 7. maj 1958             |         | Górnik Zabrze   |
| 5   | DF      | Paweł Janas          | 4. marec 1953           |         | Legia Warszawa  |
| 6   | MF      | Piotr Skrobowski     | 16. oktober 1961        |         | Wisła Kraków    |
| 7   | DF      | Jan Jałocha          | 18. avgust 1957         |         | Wisła Kraków    |
| 8   | MF      | Waldemar Matysik     | 27. september 1961      |         | Górnik Zabrze   |
| 9   | DF      | Władysław Żmuda      | 6. junij 1954           |         | Widzew Łódź     |
| 10  | DF      | Stefan Majewski      | 31. januar 1956         |         | Legia Warszawa  |
| 11  | MF      | Włodzimierz Smolarek | 16. julij 1957          |         | Widzew Łódź     |
| 12  | DF      | Roman Wójcicki       | 8. januar 1958          |         | Śląsk Wrocław   |
| 13  | MF      | Andrzej Buncol       | 21. september 1959      |         | Legia Warszawa  |
| 14  | MF      | Andrzej Pałasz       | 22. julij 1960          |         | Górnik Zabrze   |
| 15  | MF      | Włodzimierz Ciołek   | 24. marec 1956          |         | Stal Mielec     |
| 16  | FW      | Grzegorz Lato        | 8. april 1950           |         | Lokeren         |
| 17  | FW      | Andrzej Szarmach     | 3. oktober 1950         |         | Auxerre         |
| 18  | MF      | Marek Kusto          | 29. april 1954          |         | Legia Warszawa  |
| 19  | MF      | Andrzej Iwan         | 10. november 1959       |         | Wisła Kraków    |
| 20  | FW      | Zbigniew Boniek      | 3. marec 1956           |         | Widzew Łódź     |
| 21  | GK      | Jacek Kazimierski    | 17. avgust 1959         |         | Legia Warszawa  |
| 22  | GK      | Piotr Mowlik         | 21. april 1951          |         | Lech Poznań     |

## Skupina B

### Alžirija
Selektor: Mahiedine Khalef
| Št. | Položaj | Igralec              | Datum rojstva (starost) | Nastopi | Klub                |
| --- | ------- | -------------------- | ----------------------- | ------- | ------------------- |
| 1   | GK      | Mehdi Cerbah         | 3. januar 1953          |         | RS Kouba            |
| 2   | DF      | Mahmoud Guendouz     | 24. februar 1953        |         | NA Hussein Dey CNAN |
| 3   | DF      | Mustafa Kouici       | 16. april 1954          |         | NA Hussein Dey CNAN |
| 4   | DF      | Nourredine Kourichi  | 12. april 1954          |         | Girondins Bordeaux  |
| 5   | DF      | Chaabane Merzekane   | 8. marec 1959           |         | Fahd Alger          |
| 6   | MF      | Ali Bencheikh        | 9. januar 1955          |         | MP Alger            |
| 7   | FW      | Salah Assad          | 30. avgust 1958         |         | RS Kouba            |
| 8   | MF      | Ali Fergani          | 21. september 1952      |         | JE Tizi-Ouzou       |
| 9   | FW      | Tedj Bensaoula       | 1. december 1954        |         | MP Oran             |
| 10  | MF      | Lakhdar Belloumi     | 29. december 1958       |         | GCR Mascara         |
| 11  | FW      | Rabah Madjer         | 15. februar 1958        |         | NA Hussein Dey CNAN |
| 12  | DF      | Salah Larbes         | 16. september 1952      |         | JE Tizi-Ouzou       |
| 13  | MF      | Hocine Yahi          | 25. april 1960          |         | CM Belcourt         |
| 14  | MF      | Djamel Zidane        | 28. april 1955          |         | Kortrijk            |
| 15  | MF      | Mustafa Dahleb       | 8. februar 1952         |         | Paris St-Germain    |
| 16  | DF      | Faouzi Mansouri      | 17. januar 1956         |         | Montpellier         |
| 17  | DF      | Abdelkader Horr      | 10. november 1953       |         | DNC Alger           |
| 18  | MF      | Karim Maroc          | 5. marec 1958           |         | Tours               |
| 19  | MF      | Djamel Tlemcani      | 16. april 1955          |         | Stade de Reims      |
| 20  | FW      | Abdelmajid Bourebbou | 16. marec 1951          |         | Laval               |
| 21  | GK      | Mourad Amara         | 19. februar 1959        |         | JE Tizi-Ouzou       |
| 22  | GK      | Yacine Bentaala      | 24. september 1955      |         | NA Hussein Dey CNAN |

### Avstrija
Selektor: Georg Schmidt
| Št. | Položaj | Igralec              | Datum rojstva (starost) | Nastopi | Klub                  |
| --- | ------- | -------------------- | ----------------------- | ------- | --------------------- |
| 1   | GK      | Friedrich Koncilia   | 25. februar 1948        |         | Austria Wien          |
| 2   | DF      | Bernd Krauss         | 8. maj 1957             |         | Rapid Wien            |
| 3   | DF      | Erich Obermayer      | 23. januar 1953         |         | Austria Wien          |
| 4   | DF      | Josef Degeorgi       | 19. januar 1960         |         | Admira Wacker Mödling |
| 5   | DF      | Bruno Pezzey         | 3. februar 1955         |         | Eintracht Frankfurt   |
| 6   | MF      | Roland Hattenberger  | 7. december 1948        |         | Wacker Innsbruck      |
| 7   | FW      | Walter Schachner     | 1. februar 1957         |         | Cesena                |
| 8   | MF      | Herbert Prohaska     | 8. avgust 1955          |         | Inter Milan           |
| 9   | FW      | Hans Krankl          | 14. februar 1953        |         | Rapid Wien            |
| 10  | MF      | Reinhold Hintermaier | 14. februar 1956        |         | Nürnberg              |
| 11  | FW      | Kurt Jara            | 14. oktober 1950        |         | Grasshopper-Club      |
| 12  | MF      | Anton Pichler        | 4. oktober 1955         |         | Sturm Graz            |
| 13  | FW      | Max Hagmayr          | 16. november 1956       |         | VOEST Linz            |
| 14  | DF      | Ernst Baumeister     | 22. januar 1957         |         | Austria Wien          |
| 15  | DF      | Johann Dihanich      | 24. oktober 1958        |         | Austria Wien          |
| 16  | DF      | Gerald Messlender    | 1. oktober 1961         |         | Admira Wacker Mödling |
| 17  | DF      | Johann Pregesbauer   | 8. junij 1958           |         | Rapid Wien            |
| 18  | FW      | Gernot Jurtin        | 9. september 1955       |         | Sturm Graz            |
| 19  | DF      | Heribert Weber       | 28. junij 1955          |         | Rapid Wien            |
| 20  | FW      | Kurt Welzl           | 6. november 1954        |         | Valencia              |
| 21  | GK      | Herbert Feurer       | 14. januar 1954         |         | Rapid Wien            |
| 22  | GK      | Klaus Lindenberger   | 28. maj 1957            |         | Linzer ASK            |

### Čile
Selektor: Luis Santibañez
| Št. | Položaj | Igralec                 | Datum rojstva (starost) | Nastopi | Klub                 |
| --- | ------- | ----------------------- | ----------------------- | ------- | -------------------- |
| 1   | GK      | Oscar Wirth             | 5. november 1955        |         | Cobreloa             |
| 2   | DF      | Antonio Lizardo Garrido | 25. avgust 1957         |         | Colo Colo            |
| 3   | DF      | René Valenzuela         | 20. april 1955          |         | Universidad Católica |
| 4   | DF      | Vladimir Bigorra        | 9. avgust 1954          |         | Universidad de Chile |
| 5   | DF      | Elias Figueroa          | 25. oktober 1946        |         | Colo Colo            |
| 6   | MF      | Rodolfo Dubó            | 11. september 1953      |         | Palestino            |
| 7   | MF      | Eduardo Bonvallet       | 13. januar 1955         |         | Universidad Católica |
| 8   | MF      | Carlos Rivas            | 24. maj 1953            |         | Colo Colo            |
| 9   | FW      | Juan Carlos Letelier    | 20. maj 1959            |         | Cobreloa             |
| 10  | MF      | Mario Soto              | 10. julij 1950          |         | Cobreloa             |
| 11  | MF      | Gustavo Moscoso         | 10. avgust 1955         |         | Universidad Católica |
| 12  | GK      | Marco Cornez            | 15. oktober 1957        |         | Palestino            |
| 13  | FW      | Carlos Caszely          | 5. julij 1950           |         | Colo Colo            |
| 14  | MF      | Raúl Ormeño             | 21. junij 1958          |         | Colo Colo            |
| 15  | FW      | Patricio Yáñez          | 20. januar 1961         |         | San Luis             |
| 16  | MF      | Manuel Rojas            | 13. junij 1954          |         | Universidad Católica |
| 17  | DF      | Oscar Rojas             | 15. november 1958       |         | Colo Colo            |
| 18  | DF      | Mario Galindo           | 10. avgust 1951         |         | Colo Colo            |
| 19  | DF      | Enzo Escobar            | 10. november 1951       |         | Cobreloa             |
| 20  | MF      | Miguel Neira            | 9. oktober 1952         |         | Universidad Católica |
| 21  | FW      | Miguel Angel Gamboa     | 21. junij 1951          |         | Universidad de Chile |
| 22  | GK      | Mario Osbén             | 14. julij 1950          |         | Colo Colo            |

### Zahodna Nemčija
Selektor: Jupp Derwall
| Št. | Položaj | Igralec               | Datum rojstva (starost) | Nastopi | Klub                     |
| --- | ------- | --------------------- | ----------------------- | ------- | ------------------------ |
| 1   | GK      | Harald Schumacher     | 6. marec 1954           |         | 1. FC Köln               |
| 2   | MF      | Hans-Peter Briegel    | 11. oktober 1955        |         | 1. FC Kaiserslautern     |
| 3   | MF      | Paul Breitner         | 5. september 1951       |         | Bayern München           |
| 4   | DF      | Karlheinz Förster     | 25. julij 1958          |         | VfB Stuttgart            |
| 5   | DF      | Bernd Förster         | 3. maj 1956             |         | VfB Stuttgart            |
| 6   | MF      | Wolfgang Dremmler     | 12. julij 1954          |         | Bayern München           |
| 7   | MF      | Pierre Littbarski     | 16. april 1960          |         | 1. FC Köln               |
| 8   | FW      | Klaus Fischer         | 27. december 1949       |         | 1. FC Köln               |
| 9   | FW      | Horst Hrubesch        | 17. april 1951          |         | Hamburger SV             |
| 10  | MF      | Hansi Müller          | 27. julij 1957          |         | VfB Stuttgart            |
| 11  | FW      | Karl-Heinz Rummenigge | 25. september 1955      |         | Bayern München           |
| 12  | DF      | Wilfried Hannes       | 17. maj 1957            |         | Borussia Mönchengladbach |
| 13  | FW      | Uwe Reinders          | 19. januar 1955         |         | Werder Bremen            |
| 14  | MF      | Felix Magath          | 26. julij 1953          |         | Hamburg                  |
| 15  | DF      | Uli Stielike          | 15. november 1954       |         | Real Madrid              |
| 16  | FW      | Thomas Allofs         | 17. november 1959       |         | Fortuna Düsseldorf       |
| 17  | MF      | Stephan Engels        | 6. september 1960       |         | FC Köln                  |
| 18  | MF      | Lothar Matthäus       | 21. marec 1961          |         | Borussia Mönchengladbach |
| 19  | DF      | Holger Hieronymus     | 22. februar 1959        |         | Hamburg                  |
| 20  | DF      | Manfred Kaltz         | 6. januar 1953          |         | Hamburg                  |
| 21  | GK      | Bernd Franke          | 12. junij 1948          |         | Eintracht Braunschweig   |
| 22  | GK      | Eike Immel            | 27. november 1960       |         | Borussia Dortmund        |

## Skupina C

### Argentina
Selektor: César Luis Menotti
| Št. | Položaj | Igralec             | Datum rojstva (starost) | Nastopi | Klub                |
| --- | ------- | ------------------- | ----------------------- | ------- | ------------------- |
| 1   | MF      | Osvaldo Ardiles     | 3. avgust 1952          |         | Tottenham Hotspur   |
| 2   | GK      | Hector Baley        | 16. november 1950       |         | Talleres de Córdoba |
| 3   | MF      | Juan Barbas         | 23. avgust 1959         |         | Racing Club         |
| 4   | MF      | Daniel Bertoni      | 14. marec 1955          |         | Fiorentina          |
| 5   | FW      | Gabriel Calderón    | 7. februar 1960         |         | Independiente       |
| 6   | FW      | Ramón Díaz          | 29. avgust 1959         |         | River Plate         |
| 7   | GK      | Ubaldo Fillol       | 21. julij 1950          |         | River Plate         |
| 8   | DF      | Luis Galván         | 24. februar 1948        |         | Talleres de Córdoba |
| 9   | MF      | Américo Gallego     | 25. april 1955          |         | River Plate         |
| 10  | MF      | Diego Maradona      | 30. oktober 1960        |         | Boca Juniors        |
| 11  | FW      | Mario Kempes        | 15. julij 1954          |         | River Plate         |
| 12  | DF      | Patricio Hernández  | 16. avgust 1956         |         | Estudiantes         |
| 13  | MF      | Julio Olarticoechea | 18. oktober 1958        |         | River Plate         |
| 14  | DF      | Jorge Olguin        | 17. maj 1952            |         | Independiente       |
| 15  | DF      | Daniel Passarella   | 25. maj 1953            |         | River Plate         |
| 16  | GK      | Nery Pumpido        | 30. julij 1957          |         | Veléz Sársfield     |
| 17  | DF      | Santiago Santamaría | 22. avgust 1952         |         | Newell's Old Boys   |
| 18  | DF      | Alberto Tarantini   | 3. december 1955        |         | River Plate         |
| 19  | DF      | Enzo Trossero       | 23. maj 1953            |         | Independiente       |
| 20  | FW      | Jorge Valdano       | 4. oktober 1955         |         | Real Zaragoza       |
| 21  | MF      | Daniel Valencia     | 3. oktober 1955         |         | Talleres de Córdoba |
| 22  | DF      | Jose van Tuyne      | 13. december 1954       |         | Racing Club         |

### Belgija
Selektor: Guy Thys
| Št. | Položaj | Igralec                 | Datum rojstva (starost) | Nastopi | Klub                    |
| --- | ------- | ----------------------- | ----------------------- | ------- | ----------------------- |
| 1   | GK      | Jean-Marie Pfaff        | 4. december 1953        |         | Beveren                 |
| 2   | DF      | Eric Gerets             | 18. maj 1954            |         | Standard Liege          |
| 3   | DF      | Luc Millecamps          | 10. september 1951      |         | K.S.V. Waregem          |
| 4   | DF      | Walter Meeuws           | 11. julij 1951          |         | Standard Liege          |
| 5   | DF      | Michel Renquin          | 3. november 1955        |         | Anderlecht              |
| 6   | MF      | François Vercauteren    | 28. oktober 1956        |         | Anderlecht              |
| 7   | MF      | René Vandereycken       | 22. julij 1953          |         | Anderlecht              |
| 8   | MF      | Wilfried Van Moer       | 1. marec 1945           |         | Beveren                 |
| 9   | FW      | Erwin Vandenbergh       | 26. januar 1959         |         | Lierse                  |
| 10  | MF      | Ludo Coeck              | 25. september 1955      |         | Anderlecht              |
| 11  | MF      | Jan Ceulemans           | 28. februar 1957        |         | Club Brugge             |
| 12  | GK      | Theo Custers            | 10. avgust 1950         |         | Espanyol                |
| 13  | FW      | François Van Der Elst   | 1. december 1954        |         | West Ham United         |
| 14  | DF      | Marc Baecke             | 24. julij 1956          |         | Beveren                 |
| 15  | DF      | Maurits De Schrijver    | 26. junij 1951          |         | K.S.C. Lokeren\|Lokeren |
| 16  | DF      | Gerard Plessers         | 30. marec 1959          |         | Standard Liege          |
| 17  | MF      | René Verheyen           | 20. marec 1952          |         | K.S.C. Lokeren          |
| 18  | MF      | Raymond Mommens         | 27. december 1958       |         | K.S.C. Lokeren          |
| 19  | FW      | Marc Millecamps         | 9. oktober 1950         |         | K.S.V. Waregem          |
| 20  | MF      | Guy Vandersmissen       | 25. december 1957       |         | Standard Liege          |
| 21  | FW      | Alexandre Czerniatynski | 28. julij 1960          |         | Antwerp                 |
| 22  | GK      | Jacques Munaron         | 8. september 1956       |         | Anderlecht              |

### Salvador
Selektor: Mauricio “Pipo” Rodríguez
| Št. | Položaj | Igralec                  | Datum rojstva (starost) | Nastopi | Klub                    |
| --- | ------- | ------------------------ | ----------------------- | ------- | ----------------------- |
| 1   | GK      | Luis Mora Guevara        |                         |         | C.D. Platense Municipal |
| 2   | DF      | Mario Castillo           |                         |         | C.D. Santiagueño        |
| 3   | DF      | José Francisco Jovel     |                         |         | C.D. Águila             |
| 4   | DF      | Carlos Recinos           |                         |         | C.D. FAS                |
| 5   | DF      | Ramón Fagoaga            |                         |         | Atlético Marte          |
| 6   | MF      | Joaquín Ventura          |                         |         | C.D. Santiagueño        |
| 7   | MF      | Silvio Aquino            |                         |         | Alianza F.C.            |
| 8   | MF      | José Luis Rugamas        |                         |         | Atlético Marte          |
| 9   | FW      | Ever Francisco Hernández |                         |         | C.D. Santiagueño        |
| 10  | MF      | Norberto Huezo           |                         |         | Atlético Marte          |
| 11  | FW      | Jorge »Mágico« González  | 13. marec 1957          |         | C.D. FAS                |
| 12  | DF      | Francisco Osorto         |                         |         | C.D. Santiagueño        |
| 13  | FW      | José María Rivas         |                         |         | Alianza F.C.            |
| 14  | FW      | Luis Ramírez Zapata      |                         |         | Atlético Marte          |
| 15  | DF      | Jaime Rodríguez          | 17. januar 1959         |         | Bayer Uerdingen         |
| 16  | MF      | Mauricio Alfaro          |                         |         | C.D. Platense Municipal |
| 17  | FW      | Guillermo Ragazzone      |                         |         | Atlético Marte          |
| 18  | DF      | Miguel Angel Díaz        |                         |         | Atlético Marte          |
| 19  | GK      | Eduardo Hernández        |                         |         | C.D. Santiagueño        |
| 20  | GK      | José Luis Munguía        |                         |         | C.D. FAS                |

### Madžarska
Selektor: Kálmán Mészöly
| Št. | Položaj | Igralec          | Datum rojstva (starost) | Nastopi | Klub                       |
| --- | ------- | ---------------- | ----------------------- | ------- | -------------------------- |
| 1   | GK      | Ferenc Mészáros  |                         |         | Sporting Clube de Portugal |
| 2   | DF      | Győző Martos     |                         |         | Waterschei SV Thor         |
| 3   | DF      | László Bálint    |                         |         | Toulouse FC                |
| 4   | DF      | József Tóth      |                         |         | Újpesti Dózsa              |
| 5   | MF      | Sándor Müller    |                         |         | Hércules Alicante          |
| 6   | DF      | Imre Garaba      |                         |         | Budapest-Honvéd FC         |
| 7   | FW      | László Fazekas   |                         |         | Royal Antwerp FC           |
| 8   | MF      | Tibor Nyilasi    |                         |         | Ferencvárosi TC            |
| 9   | FW      | András Törőcsik  |                         |         | Újpesti Dózsa              |
| 10  | FW      | László Kiss      |                         |         | Vasas SC                   |
| 11  | FW      | Gábor Pölöskei   |                         |         | Ferencvárosi TC            |
| 12  | MF      | Lázár Szentes    |                         |         | Rába ETO Győr              |
| 13  | DF      | Tibor Rab        |                         |         | Ferencvárosi TC            |
| 14  | DF      | Sándor Sallai    |                         |         | Debreceni VSC              |
| 15  | FW      | Béla Bödönyi     |                         |         | Budapest-Honvéd FC         |
| 16  | MF      | Ferenc Csongrádi |                         |         | Videoton FC Fehérvár       |
| 17  | MF      | Károly Csapó     |                         |         | Tatabányai Bányász         |
| 18  | DF      | Attila Kerekes   |                         |         | Békéscsabai Előre FC       |
| 19  | DF      | József Varga     |                         |         | Budapest-Honvéd FC         |
| 20  | DF      | József Csuhay    |                         |         | Videoton FC Fehérvár       |
| 21  | GK      | Béla Katzirz     |                         |         | Pécsi MFC                  |
| 22  | GK      | Imre Kiss        |                         |         | Tatabányai Bányász         |

## Skupina D

### Češkoslovaška
Trainer: Dr Jozef Vengloš
| Št. | Položaj | Igralec             | Datum rojstva (starost) | Nastopi | Klub              |
| --- | ------- | ------------------- | ----------------------- | ------- | ----------------- |
| 1   | GK      | Stanislav Seman     |                         |         | Lokomotiva Košice |
| 2   | DF      | František Jakubec   |                         |         | Bohemians Praha   |
| 3   | DF      | Jan Fiala           |                         |         | Dukla Praha       |
| 4   | DF      | Ladislav Jurkemik   |                         |         | Inter Bratislava  |
| 5   | DF      | Jozef Barmoš        |                         |         | Inter Bratislava  |
| 6   | DF      | Rostislav Vojáček   |                         |         | Baník Ostrava     |
| 7   | MF      | Ján Kozák           |                         |         | Dukla Praha       |
| 8   | MF      | Antonín Panenka     |                         |         | Rapid Wien        |
| 9   | FW      | Ladislav Vízek      |                         |         | Dukla Praha       |
| 10  | FW      | Tomáš Kříž          |                         |         | Dukla Praha       |
| 11  | FW      | Zdeněk Nehoda       |                         |         | Dukla Praha       |
| 12  | MF      | Přemysl Bičovský    |                         |         | Bohemians Praha   |
| 13  | MF      | Jan Berger          |                         |         | AC Sparta Praha   |
| 14  | DF      | Libor Radimec       |                         |         | Baník Ostrava     |
| 15  | DF      | Jozef Kukučka       |                         |         | Plastika Nitra    |
| 16  | MF      | Pavel Chaloupka     |                         |         | Bohemians Praha   |
| 17  | MF      | František Štambachr |                         |         | Dukla Praha       |
| 18  | FW      | Petr Janečka        |                         |         | Zbrojovka Brno    |
| 19  | FW      | Marián Masný        |                         |         | Slovan Bratislava |
| 20  | FW      | Vlastimil Petržela  |                         |         | SK Slavia Praha   |
| 21  | GK      | Zdeněk Hruška       |                         |         | Bohemians Praha   |
| 22  | GK      | Karel Stromsík      |                         |         | Dukla Praha       |

### Angleška
Selektor: Ron Greenwood
| Št. | Položaj | Igralec         | Datum rojstva (starost) | Nastopi | Klub                     |
| --- | ------- | --------------- | ----------------------- | ------- | ------------------------ |
| 1   | GK      | Ray Clemence    | 5. avgust 1948          |         | Tottenham Hotspur        |
| 2   | DF      | Viv Anderson    | 29. avgust 1956         |         | Nottingham Forest        |
| 3   | MF      | Trevor Brooking | 2. oktober 1948         |         | West Ham United          |
| 4   | DF      | Terry Butcher   | 28. december 1958       |         | Ipswich Town             |
| 5   | MF      | Steve Coppell   | 9. julij 1955           |         | Manchester United        |
| 6   | DF      | Steve Foster    | 24. september 1957      |         | Brighton and Hove Albion |
| 7   | FW      | Kevin Keegan    | 14. februar 1951        |         | Southampton              |
| 8   | FW      | Trevor Francis  | 19. april 1954          |         | Manchester City          |
| 9   | MF      | Glenn Hoddle    | 27. oktober 1957        |         | Tottenham Hotspur        |
| 10  | MF      | Terry McDermott | 8. december 1951        |         | Liverpool                |
| 11  | FW      | Paul Mariner    | 22. maj 1953            |         | Ipswich Town             |
| 12  | DF      | Mick Mills      | 4. januar 1949          |         | Ipswich Town             |
| 13  | GK      | Joe Corrigan    | 18. november 1948       |         | Manchester City          |
| 14  | DF      | Phil Neal       | 20. februar 1951        |         | Liverpool                |
| 15  | MF      | Graham Rix      | 23. oktober 1957        |         | Arsenal                  |
| 16  | MF      | Bryan Robson    | 11. januar 1957         |         | Manchester United        |
| 17  | DF      | Kenny Sansom    | 26. september 1958      |         | Arsenal                  |
| 18  | DF      | Phil Thompson   | 21. januar 1954         |         | Liverpool                |
| 19  | MF      | Ray Wilkins     | 14. september 1956      |         | Manchester United        |
| 20  | FW      | Peter Withe     | 30. avgust 1951         |         | Aston Villa              |
| 21  | FW      | Tony Woodcock   | 6. december 1955        |         | FC Köln                  |
| 22  | GK      | Peter Shilton   | 18. september 1949      |         | Nottingham Forest        |

Note that this squad is numbered alphabetically by surname, unlike traditional numbering systems.  Despite this the goalkeepers are given the usual England goalkeepers' shirts 1, 13 & 22 (again alphabetically) and Kevin Keegan is given his favoured 7.

### Francija
Selektor: Michel Hidalgo
| Št. | Položaj | Igralec              | Datum rojstva (starost) | Nastopi | Klub               |
| --- | ------- | -------------------- | ----------------------- | ------- | ------------------ |
| 1   | GK      | Dominique Baratelli  | 26. december 1947       |         | Paris St-Germain   |
| 2   | DF      | Manuel Amoros        | 1. februar 1962         |         | Monaco             |
| 3   | DF      | Patrick Battiston    | 12. marec 1957          |         | St-Etienne         |
| 4   | DF      | Maxime Bossis        | 26. junij 1955          |         | Nantes             |
| 5   | DF      | Gerard Janvion       | 21. avgust 1953         |         | St-Etienne         |
| 6   | DF      | Christian Lopez      | 15. marec 1953          |         | St-Etienne         |
| 7   | DF      | Philippe Mahut       | 4. marec 1956           |         | Metz               |
| 8   | DF      | Marius Trésor        | 15. januar 1950         |         | Girondins Bordeaux |
| 9   | MF      | Bernard Genghini     | 18. januar 1958         |         | Sochaux            |
| 10  | MF      | Michel Platini       | 21. junij 1955          |         | St-Etienne         |
| 11  | MF      | René Girard          | 4. april 1954           |         | Girondins Bordeaux |
| 12  | MF      | Alain Giresse        | 2. september 1952       |         | Girondins Bordeaux |
| 13  | MF      | Jean-Francois Larios | 27. avgust 1956         |         | St-Etienne         |
| 14  | MF      | Jean-Amadou Tigana   | 23. junij 1955          |         | Girondins Bordeaux |
| 15  | FW      | Bruno Bellone        | 14. marec 1962          |         | Monaco             |
| 16  | FW      | Alain Couriol        | 24. oktober 1958        |         | Monaco             |
| 17  | FW      | Bernard Lacombe      | 15. avgust 1952         |         | Girondins Bordeaux |
| 18  | FW      | Dominique Rocheteau  | 14. januar 1955         |         | Paris St-Germain   |
| 19  | FW      | Didier Six           | 21. avgust 1954         |         | VfB Stuttgart      |
| 20  | FW      | Gerard Soler         | 29. maj 1954            |         | Girondins Bordeaux |
| 21  | GK      | Jean Castaneda       | 20. marec 1957          |         | St-Etienne         |
| 22  | GK      | Jean-Luc Ettori      | 29. julij 1955          |         | Monaco             |

### Kuvajt
Selektor:  Carlos Alberto Parreira
| Št. | Položaj | Igralec                 | Datum rojstva (starost) | Nastopi | Klub               |
| --- | ------- | ----------------------- | ----------------------- | ------- | ------------------ |
| 1   | GK      | Ahmad Al-Tarabulsi      |                         |         | Kuwait Army        |
| 2   | DF      | Naeem Sa'ad Mubarak     |                         |         | Al-Tadhamon        |
| 3   | DF      | Mahboub Juma'a Mubarak  |                         |         | Al-Shalmiya        |
| 4   | DF      | Jamal Al-Qabendi        |                         |         | Kazma              |
| 5   | DF      | Waleed Jasem Al-Mubarak |                         |         | Kuwait Army        |
| 6   | MF      | Sa'ad Al-Houti          |                         |         | Kuwait Army        |
| 7   | FW      | Fathi Kamel             |                         |         | Al-Tadhamon        |
| 8   | MF      | Abdullah Al-Buloushi    |                         |         | Al-Arabi           |
| 9   | FW      | Jasem Yacob             |                         |         | Al Qadisiya Kuwait |
| 10  | FW      | Abdulaziz Al-Anbari     |                         |         | Kuwait Army        |
| 11  | MF      | Nassir Al-Ghanim        |                         |         | Kazma              |
| 12  | MF      | Youssef Al-Suwayed      |                         |         | Kazma              |
| 13  | DF      | Mubarak Marzouq         |                         |         | Al-Tadhamon        |
| 14  | DF      | Abdullah Mayouf         |                         |         | Kazma              |
| 15  | DF      | Sami Al-Hashash         |                         |         | Al-Arabi           |
| 16  | FW      | Faisal Al-Dakhil        |                         |         | Al Qadisiya Kuwait |
| 17  | DF      | Hamoud Al-Shemmari      |                         |         | Kazma              |
| 18  | MF      | Mohammed Ahmad Karam    |                         |         | Al-Arabi           |
| 19  | FW      | Muayad Rahyam Aliyan    |                         |         | Kazma              |
| 20  | FW      | Abdulaziz Al-Buloushi   |                         |         | Al-Arabi           |
| 21  | GK      | Adam Marjam             |                         |         | Kazma              |
| 22  | GK      | Jasem Bahman            |                         |         | Al-Arabi           |

## Skupina E

### Honduras
Trainer: José De La Paz
| Št. | Položaj | Igralec                 | Datum rojstva (starost) | Nastopi | Klub            |
| --- | ------- | ----------------------- | ----------------------- | ------- | --------------- |
| 1   | GK      | José Nazar              |                         |         | Motagua         |
| 2   | DF      | César Efrain Gutiérrez  |                         |         | CD Universidad  |
| 3   | DF      | Jaime Villegas          |                         |         | Real España     |
| 4   | DF      | José Fernando Bulnes    |                         |         | CD Universidad  |
| 5   | DF      | Allan Anthony Costly    |                         |         | Real España     |
| 6   | MF      | Ramón Maradiaga         |                         |         | Motagua         |
| 7   | FW      | Antonio Laing           |                         |         | Platense        |
| 8   | MF      | Francisco Javier Toledo |                         |         | C.D. Marathón   |
| 9   | FW      | Porfirio Betancourt     |                         |         | Real España     |
| 10  | FW      | José Roberto Figueroa   |                         |         | Vida            |
| 11  | MF      | David Bueso             |                         |         | Motagua         |
| 12  | DF      | Domingo Drummond        |                         |         | Platense        |
| 13  | MF      | Prudencio Norales       |                         |         | Olimpia         |
| 14  | MF      | Juan Alberto Cruz       |                         |         | CD Universidad  |
| 15  | MF      | Héctor Zelaya           |                         |         | Motagua         |
| 16  | FW      | Roberto Bailey          |                         |         | C.D. Marathón   |
| 17  | DF      | José Luis Cruz          |                         |         | Atletico Mura   |
| 18  | MF      | Carlos Caballero        |                         |         | Real España     |
| 19  | FW      | Celso Guity-Muñez       |                         |         | C.D. Marathón   |
| 20  | MF      | Gilberto Yearwood       |                         |         | Real Valladolid |
| 21  | GK      | Julio César Arzú        |                         |         | Real España     |
| 22  | GK      | Jimmy Steward           |                         |         | C.D. Marathón   |

### Severna Irska
Trainer: Billy Bingham
| Št. | Položaj | Igralec          | Datum rojstva (starost) | Nastopi | Klub              |
| --- | ------- | ---------------- | ----------------------- | ------- | ----------------- |
| 1   | GK      | Pat Jennings     | 12. junij 1945          |         | Arsenal           |
| 2   | DF      | Jimmy Nicholl    | 28. december 1956       |         | Toronto Blizzard  |
| 3   | DF      | Mal Donaghy      | 13. september 1957      |         | Luton Town        |
| 4   | MF      | David McCreery   | 16. september 1957      |         | Tulsa Roughnecks  |
| 5   | DF      | Chris Nicholl    | 12. oktober 1946        |         | Southampton       |
| 6   | DF      | John O'Neill     | 11. marec 1958          |         | Leicester City    |
| 7   | MF      | Noel Brotherston | 18. november 1956       |         | Blackburn Rovers  |
| 8   | MF      | Martin O'Neill   | 1. marec 1952           |         | Norwich City      |
| 9   | FW      | Gerry Armstrong  | 23. maj 1954            |         | Watford           |
| 10  | MF      | Sammy McIlroy    | 2. avgust 1954          |         | Stoke City        |
| 11  | FW      | Billy Hamilton   | 9. maj 1957             |         | Burnley           |
| 12  | DF      | John McClelland  | 7. december 1955        |         | Rangers           |
| 13  | DF      | Sammy Nelson     | 1. april 1949           |         | Brighton          |
| 14  | MF      | Tommy Cassidy    | 18. november 1950       |         | Burnley           |
| 15  | MF      | Tom Finney       | 6. november 1952        |         | Cambridge United  |
| 16  | MF      | Norman Whiteside | 7. maj 1965             |         | Manchester United |
| 17  | GK      | Jim Platt        | 26. januar 1951         |         | Middlesbrough     |
| 18  | MF      | Johnny Jameson   | 11. marec 1958          |         | Glentoran         |
| 19  | FW      | Felix Healy      | 27. september 1955      |         | Coleraine         |
| 20  | MF      | Jim Cleary       | 27. maj 1956            |         | Glentoran         |
| 21  | FW      | Bobby Campbell   | 13. september 1956      |         | Bradford City     |
| 22  | GK      | George Dunlop    | 16. januar 1956         |         | Linfield          |

### Španija
Trainer:  Jose Santamaría
| Št. | Položaj | Igralec                             | Datum rojstva (starost) | Nastopi | Klub              |
| --- | ------- | ----------------------------------- | ----------------------- | ------- | ----------------- |
| 1   | GK      | Luis Arconada                       |                         |         | Real Sociedad     |
| 2   | DF      | José Antonio Camacho Alfaro         |                         |         | Real Madrid       |
| 3   | DF      | Rafael Gordillo Vázquez             |                         |         | Real Betis        |
| 4   | MF      | Miguel Angel Alonso Oyarbebi        |                         |         | Real Sociedad     |
| 5   | DF      | Miguel Tendillo Belenguer           |                         |         | Valencia          |
| 6   | DF      | José Ramón Alexanko                 |                         |         | FC Barcelona      |
| 7   | FW      | Juanito                             |                         |         | Real Madrid       |
| 8   | MF      | Joaquín Alonso González             |                         |         | Sporting de Gijón |
| 9   | FW      | Jesús Satrústegui Azpiroz           |                         |         | Real Sociedad     |
| 10  | MF      | Jesús Zamora Ansorena               |                         |         | Real Sociedad     |
| 11  | FW      | Roberto López Ufarte                |                         |         | Real Sociedad     |
| 12  | DF      | Santiago Urquiaga Lugar             |                         |         | Athletic Bilbao   |
| 13  | DF      | Manuel Jiménez Abalo                |                         |         | Sporting de Gijón |
| 14  | DF      | Antonio Maceda Francés              |                         |         | Sporting de Gijón |
| 15  | MF      | Enrique Gil Saura                   |                         |         | Valencia CF       |
| 16  | MF      | José Vicente Sánchez                |                         |         | FC Barcelona      |
| 17  | MF      | Ricardo Gallego Redondo             |                         |         | Real Madrid       |
| 18  | FW      | Pedro Uralde Hernáez                |                         |         | Real Sociedad     |
| 19  | FW      | Carlos Alonso González »Santillana« |                         |         | Real Madrid       |
| 20  | FW      | Quini                               |                         |         | FC Barcelona      |
| 21  | GK      | Javier Urruticoechea                |                         |         | FC Barcelona      |
| 22  | GK      | Miguel Angel González Suárez        |                         |         | Real Madrid       |

### SFRJ
Trainer: Miljan Miljanić
| Št. | Položaj | Igralec           | Datum rojstva (starost) | Nastopi | Klub               |
| --- | ------- | ----------------- | ----------------------- | ------- | ------------------ |
| 1   | GK      | Dragan Pantelić   |                         |         | Girondins Bordeaux |
| 2   | DF      | Ivo Jerolimov     |                         |         | Rijeka             |
| 3   | MF      | Ivan Gudelj       |                         |         | Hajduk Split       |
| 4   | DF      | Velimir Zajec     |                         |         | Dinamo Zagreb      |
| 5   | DF      | Nenad Stojković   |                         |         | Partizan Beograd   |
| 6   | DF      | Zlatko Krmpotić   |                         |         | Crvena zvezda      |
| 7   | MF      | Vladimir Petrović |                         |         | Crvena zvezda      |
| 8   | MF      | Edhem Šljivo      |                         |         | Nice               |
| 9   | DF      | Zoran Vujović     |                         |         | Hajduk Split       |
| 10  | MF      | Zvonko Živković   |                         |         | Partizan Beograd   |
| 11  | FW      | Zlatko Vujović    |                         |         | Hajduk Split       |
| 12  | GK      | Ivan Pudar        |                         |         | Hajduk Split       |
| 13  | MF      | Safet Sušić       |                         |         | FK Sarajevo        |
| 14  | DF      | Nikola Jovanović  |                         |         | Buducnost Titograd |
| 15  | DF      | Miloš Hrstić      |                         |         | NK Rijeka          |
| 16  | MF      | Miloš Šestić      |                         |         | Crvena zvezda      |
| 17  | MF      | Jurica Jerković   |                         |         | FC Zürich          |
| 18  | FW      | Stjepan Deverić   |                         |         | Dinamo Zagreb      |
| 19  | FW      | Vahid Halilhodžić |                         |         | Nantes             |
| 20  | MF      | Ivica Šurjak      |                         |         | Paris St-Germain   |
| 21  | FW      | Predrag Pasić     |                         |         | FK Sarajevo        |
| 22  | GK      | Ratko Svilar      |                         |         | Royal Antwerp      |

## Skupina F

### Brazilija
Trainer: Telê Santana
| Št. | Položaj | Igralec          | Datum rojstva (starost) | Nastopi | Klub             |
| --- | ------- | ---------------- | ----------------------- | ------- | ---------------- |
| 1   | GK      | Valdir Peres     |                         |         | São Paulo        |
| 2   | DF      | Leandro          |                         |         | Flamengo         |
| 3   | DF      | Oscar            |                         |         | São Paulo        |
| 4   | DF      | Luizinho         |                         |         | Atlético Mineiro |
| 5   | MF      | Cerezo           |                         |         | Atlético Mineiro |
| 6   | DF      | Júnior           |                         |         | Flamengo         |
| 7   | MF      | Paulo Isidoro    |                         |         | Grêmio           |
| 8   | MF      | Sócrates         |                         |         | Corinthians      |
| 9   | FW      | Serginho Chulapa |                         |         | São Paulo        |
| 10  | MF      | Zico             |                         |         | Flamengo         |
| 11  | FW      | Éder             |                         |         | Atlético Mineiro |
| 12  | GK      | Paulo Sérgio     |                         |         | Botafogo         |
| 13  | DF      | Edevaldo         |                         |         | Fluminense       |
| 14  | DF      | Juninho          |                         |         | Ponte Preta      |
| 15  | MF      | Falcão           |                         |         | AS Roma          |
| 16  | DF      | Edinho           |                         |         | Fluminense       |
| 17  | DF      | Pedrinho         |                         |         | Palmeiras        |
| 18  | DF      | Batista          |                         |         | Grêmio           |
| 19  | MF      | Renato           |                         |         | São Paulo        |
| 20  | FW      | Roberto Dinamite |                         |         | Vasco da Gama    |
| 21  | FW      | Dirceu           |                         |         | Atletico Madrid  |
| 22  | GK      | Carlos           |                         |         | Ponte Preta      |

### Nova Zelandija
Trainer: John Adshead
| Št. | Položaj | Igralec          | Datum rojstva (starost) | Nastopi | Klub                 |
| --- | ------- | ---------------- | ----------------------- | ------- | -------------------- |
| 1   | GK      | Richard Wilson   |                         |         | Preston Makedonia    |
| 2   | DF      | Glenn Dods       |                         |         | Adelaide City        |
| 3   | DF      | Ricki Herbert    |                         |         | Mount Wellington     |
| 4   | MF      | Brian Turner     |                         |         | Gisborne City        |
| 5   | DF      | Dave Bright      |                         |         | Manurewa Franklin    |
| 6   | DF      | Bobby Almond     |                         |         | Invercargill Thistle |
| 7   | FW      | Wynton Rufer     |                         |         | Miramar Rangers      |
| 8   | MF      | Duncan Cole      |                         |         | North Shore United   |
| 9   | FW      | Steve Wooddin    |                         |         | South Melbourne      |
| 10  | MF      | Steve Sumner     |                         |         | West Adelaide        |
| 11  | MF      | Sam Malcolmson   |                         |         | East Coast Bays      |
| 12  | MF      | Keith Mackay     |                         |         | Gisborne City        |
| 13  | MF      | Kenny Cresswell  |                         |         | Gisborne City        |
| 14  | DF      | Adrian Elrick    |                         |         | North Shore United   |
| 15  | DF      | John Hill        |                         |         | Gisborne City        |
| 16  | DF      | Glen Adam        |                         |         | Mount Wellington     |
| 17  | MF      | Allan Boath      |                         |         | West Adelaide        |
| 18  | MF      | Peter Simonsen   |                         |         | Manurewa Franklin    |
| 19  | MF      | Billy McClure    |                         |         | Mount Wellington     |
| 20  | FW      | Grant Turner     |                         |         | Gisborne City        |
| 21  | GK      | Barry Pickering  |                         |         | Miramar Rangers      |
| 22  | GK      | Frank van Hattum |                         |         | Manurewa Franklin    |

### Škotska
Trainer: Jock Stein
| Št. | Položaj | Igralec         | Datum rojstva (starost) | Nastopi | Klub              |
| --- | ------- | --------------- | ----------------------- | ------- | ----------------- |
| 1   | GK      | Alan Rough      | 25. november 1951       |         | Partick Thistle   |
| 2   | DF      | Danny McGrain   | 1. maj 1950             |         | Celtic            |
| 3   | DF      | Frank Gray      | 27. oktober 1954        |         | Leeds United      |
| 4   | MF      | Graeme Souness  | 6. maj 1953             |         | Liverpool         |
| 5   | DF      | Alan Hansen     | 13. junij 1955          |         | Liverpool         |
| 6   | DF      | Willie Miller   | 2. maj 1955             |         | Aberdeen          |
| 7   | MF      | Gordon Strachan | 9. februar 1957         |         | Aberdeen          |
| 8   | FW      | Kenny Dalglish  | 4. marec 1951           |         | Liverpool         |
| 9   | FW      | Alan Brazil     | 15. junij 1959          |         | Ipswich Town      |
| 10  | MF      | John Wark       | 4. avgust 1957          |         | Ipswich Town      |
| 11  | FW      | John Robertson  | 20. januar 1953         |         | Nottingham Forest |
| 12  | GK      | George Wood     | 26. september 1952      |         | Arsenal           |
| 13  | DF      | Alex McLeish    | 21. januar 1959         |         | Aberdeen          |
| 14  | DF      | David Narey     | 12. junij 1956          |         | Dundee United     |
| 15  | FW      | Joe Jordan      | 15. december 1951       |         | AC Milan          |
| 16  | MF      | Asa Hartford    | 24. oktober 1950        |         | Manchester City   |
| 17  | DF      | Allan Evans     | 12. oktober 1956        |         | Aston Villa       |
| 18  | FW      | Steve Archibald | 26. september 1956      |         | Tottenham Hotspur |
| 19  | FW      | Paul Sturrock   | 10. oktober 1956        |         | Dundee United     |
| 20  | MF      | Davie Provan    | 8. maj 1956             |         | Celtic            |
| 21  | DF      | George Burley   | 3. junij 1956           |         | Ipswich Town      |
| 22  | GK      | Jim Leighton    | 24. julij 1958          |         | Aberdeen          |

### Sovjetska zveza
Selektor: Konstantin Beskov
| Št. | Položaj | Igralec                   | Datum rojstva (starost) | Nastopi | Klub           |
| --- | ------- | ------------------------- | ----------------------- | ------- | -------------- |
| 1   | GK      | Rinat Dasaev              | 13. junij 1957          |         | Spartak Moscow |
| 2   | DF      | Tengiz Sulakvelidze       | 23. julij 1956          |         | Dinamo Tbilisi |
| 3   | DF      | Aleksandr Chivadze        | 8. april 1955           |         | Dinamo Tbilisi |
| 4   | DF      | Vagiz Khidyatulin         | 3. marec 1959           |         | CSKA Moscow    |
| 5   | DF      | Sergei Pavlovich Baltacha | 17. februar 1958        |         | Dynamo Kyiv    |
| 6   | DF      | Anatoly Demyanenko        | 19. februar 1959        |         | Dynamo Kyiv    |
| 7   | FW      | Ramaz Shengelia           | 1. januar 1957          |         | Dinamo Tbilisi |
| 8   | MF      | Vladimir Bessonov         | 5. marec 1958           |         | Dynamo Kyiv    |
| 9   | MF      | Yurii Gavrilov            | 3. maj 1953             |         | Spartak Moscow |
| 10  | MF      | Khoren Hovhannisyan       | 10. januar 1955         |         | Ararat Yerevan |
| 11  | FW      | Oleg Blokhin              | 5. november 1952        |         | Dynamo Kyiv    |
| 12  | MF      | Andrei Bal                | 16. februar 1958        |         | Dynamo Kyiv    |
| 13  | MF      | Vitaly Daraselia          | 9. oktober 1957         |         | Dinamo Tbilisi |
| 14  | DF      | Sergei Borovsky           | 29. januar 1956         |         | Dinamo Minsk   |
| 15  | FW      | Sergei Andreev            | 16. maj 1956            |         | Rostov         |
| 16  | FW      | Sergey Rodionov           | 3. september 1962       |         | Spartak Moscow |
| 17  | MF      | Leonid Buryak             | 10. julij 1953          |         | Dynamo Kyiv    |
| 18  | DF      | Yurii Susloparov          | 14. avgust 1958         |         | Torpedo Moscow |
| 19  | MF      | Vadim Evtushenko          | 1. januar 1958          |         | Dynamo Kyiv    |
| 20  | DF      | Oleg Romantsev            | 4. januar 1954          |         | Spartak Moscow |
| 21  | GK      | Viktor Chanov             | 21. julij 1959          |         | Dynamo Kyiv    |
| 22  | GK      | Vyacheslav Chanov         | 23. oktober 1951        |         | Torpedo Moscow |